# Dasypogon volcatius
Dasypogon volcatius är en tvåvingeart som beskrevs av Walker 1849. Dasypogon volcatius ingår i släktet Dasypogon och familjen rovflugor. Inga underarter finns listade i Catalogue of Life.